# DTS-HDマスターオーディオ
DTS-HDマスターオーディオ (DTS-HD Master Audio) はDTSが開発した可逆圧縮オーディオコーデック。以前は「DTS++」と称していた。

## 概要
DTSの拡張規格であり、マスターオーディオに対応していない機器でマスターオーディオのコンテンツを再生すると、非可逆圧縮のコアトラックの再生に低下する。
DTS-HDマスターオーディオは、Blu-ray DiscとHD DVDの両方でオプションの音声フォーマットとなっている。DTS-HDマスターオーディオの目標は、映画スタジオにおけるマスターサウンドトラックをビット単位で忠実に再現することだった。そのため、Blu-ray Discでは最大24.5Mbit/s、HD DVDでは最大18.0Mbit/s までの可変ビットレートをサポートしている。2チャンネルのステレオモードでは、サンプリング周波数は最大192kHzで、サンプルの量子化ビット数（ビット深度 (音響機器)）は24ビットである。また、最大8チャンネルの多チャンネルモードでは、最大96kHz/24ビットとなる。
DTS-HDのホワイトペーパーによると、DTS-HDマスターオーディオには2つのデータストリームがあり、1つはオリジナルのDTSコアストリーム、もう1つは追加の残余ストリームである。後者には、オリジナルの信号と非可逆圧縮したDTSコアストリームとの差分が含まれている。信号はエンコーダの入力部で2つのパスに分割される。一方は後方互換性の確保のためにコアエンコーダに送られてデコードされる。
もう一方のパスでは、デコードされたコア信号とオリジナルのオーディオ信号を比較し、残余を生成する。残余（residual）はオリジナルの音声をビット単位に忠実に再現するのに必要となる情報である。その後、残余データを可逆エンコーダでエンコードし、コアと纏める。デコード処理はこれを逆にしたものである。なお、DTS-HDの非可逆符号化手法は常に可変ビットレートである。

## 主な搭載機器
DTS-HDを再生する場合は、光デジタルケーブルではなくHDMIケーブルでテレビとアンプを接続し、アンプまたはテレビがDTS-HDに対応している必要がある。DTS-HDは基本的にDTSと下位互換性を持つ。
- PlayStation 3(モデルによってはバージョンアップが必要）
- PlayStation 4
- PlayStation 5
- Xbox One
- Xbox Series X/S

## 主な採用媒体
DTS-HDは事実上ドルビーTrueHDよりも容量面で劣るが、ほとんどのBlu-ray Discで採用されている。音声は2ch,5.1ch,6.1ch(主にスターウォーズ系作品など）,7.1chが存在。

## 主な採用作品
洋画
邦画
- 高台家の人々(フジテレビムービー 集英社創業90周年記念作品 2016年 土方政人監督)※劇場公開時はDOLBY SURROUND 7.1